# مجموعه قطب‌الدین حیدر
مجموعه قطب الدین حیدر مربوط به دوره صفوی - دوره قاجار است و در شهرستان تربت حیدریه، شهر تربت حیدریه - خیابان قائم، اداره میراث فرهنگی، جنب شرق آرامگاه مجموعه قطب الدین حیدر واقع شده و این اثر در تاریخ ۵ تیر ۱۳۸۳ با شمارهٔ ثبت ۱۱۹۰۹ به‌عنوان یکی از آثار ملی ایران به ثبت رسیده‌است.